# Oh Gloria Inmarcesible

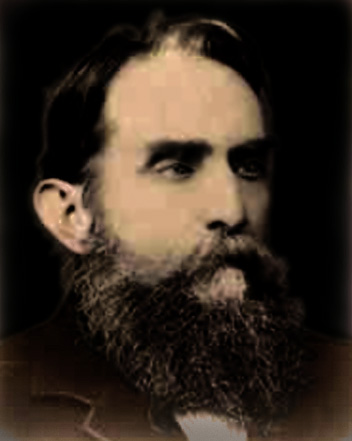
Rafael Núñez

Oh Gloria Inmarcesible is het volkslied van Colombia.
De tekst is van Rafael Núñez, de muziek van Oreste Sindici.

In 1887 is het lied voor het eerst publiek als volkslied voorgedragen. In 1920 werd het bij wet het officiële volkslied.
¡Oh gloria inmarcesible!

¡Oh júbilo inmortal!

En surcos de dolores

el bien germina ya.

Cesó la horrible noche

la libertad sublime

derrama las auroras

de su invencible luz.

La humanidad entera,

que entre cadenas gime,

comprende las palabras

del que murió en la cruz.

Independencia grita

el mundo americano

se baña en sangre de héroes

la tierra de Colón.

Pero este gran principio

el rey no es soberano

resuena, Y los que sufren

bendicen su pasión.

Del Orinoco el cauce

se colma de despojos, 
de sangre y llanto uno

se mira allí correr.

En Bárbula no saben

las almas ni los ojos

si admiración o espanto

sentir o padecer.

De Boyacá en los campos

el genio de la gloria

con cada espiga un héroe

invicto coronó.

Soldados sin coraza

ganaron la victoria;

su varonil aliento

de escudo les sirvió.

Bolivar cruza el ande

que riega dos océanos

espadas cual centellas

fulguran en Junín.

Centauros indomables

descienden a los llanos

y empieza a presentirse

de la epopeya el fin.

La trompa victoriosa

que en Ayacucho truena

en cada triunfo crece

su formidable són.

En su expansivo empuje

la libertad se estrena,

del cielo Americano

formando un pabellón.

La Virgen sus cabellos

arranca en agonía

y de su amor viuda

los cuelga del ciprés.

Lamenta su esperanza

que cubre losa fría;

pero glorioso orgullo

circunda su alba tez.

La Patria así se forma

termópilas brotando;

Constelación de cíclopes

su noche iluminó;

la flor estremecida

mortal el viento hallando

sebajo los laureles

seguridad buscó.

Mas no es completa gloria

vencer en la batalla,

que al brazo que combate

lo anima la verdad.

La independencia sola

el gran clamor no acalla:

si el sol alumbra a todos

justicia es libertad.

Del hombre los derechos

Nariño predicando,

el alma de la lucha

profético enseñó.

Ricaurte en San Mateo

en átomos volando

"Deber antes que vida",

con llamas escribió.